# 豊田市立古瀬間小学校
豊田市立古瀬間小学校（とよたしりつ こせましょうがっこう）は、愛知県豊田市志賀町にある公立小学校。

## 概要
- 泉町、古瀬間町、志賀町（一部）、宝来町4丁目（一部）が校区である。公立中学校に進学する場合は豊田市立益富中学校へ進学する [1]。
- 旧・西加茂郡高橋村の東部の小学校であった。

## 沿革
- 1875年（明治8年） 12月15日 - 古瀬間学校として開校。庚申寺[注釈 1]を仮校舎とする。飛泉村、古瀬間村、南古瀬間村、六ツ木村の児童が通学する。
- 1877年（明治10年） - 第9番中学区内第131番小学区古瀬間学校に改称する。
- 1881年（明治14年）6月 - 第9番中学区内第32番小学区古瀬間学校に改称する。
- 1887年（明治20年）4月 - 尋常小学御立学校に統合される。
- 1889年（明治22年）10月1日 -
  - 野見村、下渡合村、森村、御立村が合併し、野見村が発足。
  - 飛泉村、古瀬間村、西大見村、南古瀬間村が合併し、益富村が発足。
- 1892年（明治25年）7月 - 益富尋常小学校として野見尋常小学校から分離する。
- 1906年（明治39年）7月1日 - 益富村、野見村、寺部村、渋川村、上野山村、市木村、平井村、四谷村（一部）が合併し、高橋村が発足。
- 1909年（明治42年）4月 - 高橋第四尋常小学校に改称する。
- 1910年（明治43年） - 校舎を新築し、移転する。
- 1917年（大正6年）8月 - 高橋第四農業補習学校を併設する。
- 1941年（昭和16年）4月1日 - 高橋第四国民学校に改称する。
- 1947年（昭和22年）4月1日 - 高橋村立古瀬間小学校に改称する。
- 1949年（昭和24年） - 校舎を増築する。
- 1956年（昭和31年）9月30日 - 高橋村が挙母市へ編入される。同時に挙母市立古瀬間小学校に改称する。
- 1959年（昭和34年）1月1日 - 市名を豊田市に変更する。同時に豊田市立古瀬間小学校に改称する。
- 1974年（昭和49年） - 現在地に校舎を新築し、移転する。
- 1976年（昭和51年） - 創立100周年。
- 1987年（昭和62年） - 豊田市立五ケ丘小学校を分離する。

## 交通アクセス
- 名鉄バス豊田東市内線「古瀬間小学校前」バス停より徒歩約3分。

名鉄三河線豊田市駅より【64系統】「古瀬間町」行。【65系統】「古瀬間墓園」行。※65系統は土休日のみ運行

## 周辺施設
- 豊田市立美里中学校
- 豊田市立益富中学校
- 豊田市立野見小学校
- 豊田市立五ケ丘小学校
- 豊田市立五ケ丘東小学校
- 豊田市立東山小学校
- 益富こども園
- 東海環状自動車道豊田松平IC